# Поториця
Пото́риця — село в Україні, у Шептицькому районі Львівської області. Розташоване в північній Галичині, на правому березі Західного Бугу. Населення становить 1100 осіб. Староста села — Кальмук Ольга Ярославівна, село входить до складу Сокальської міської громади.
У підпорядкуванні Поторицької сільської ради село Велике (274 чол) та село Горбків (914 чол).

## Фізико-географічне положення
Село Поториця знаходиться на правому березі р.Західний Буг за 2-3 км на південь від міста Сокаль, межі обох цих населених пунктів сходяться.
Рельєф села хвилястий, входить у Сокальське пасмо Волинського плато, що на 40-60 м піднімається над рівниною Волинсько-Подільської височини. Територія села і його земельних угідь рівномірно переходить з низини у висоту. Ґрунти на півдні села — супіщаний чорнозем, на півночі та сході — суглинистий чорнозем. З півдня і сходу село оточене лісом. З південного заходу простягаються широкі заплави річки Західний Буг, починаючи від м.Шептицький (9 км на південь від м. Сокаля), долина Бугу звужується. В час весняних виливів або довготривалих дощів Буг тут розливається широко, утворюючи величезне озеро, що сягає від Шептицького до Поториці й Сокаля, які в міру підходу до м. Сокаля звужуються і обмежені високим правим берегом річки.
Клімат помірний, середня температура січня 5-8 градусів нижче нуля, липня 15-20 градусів вище нуля. Опадів взимку випадає мало, весна порівняно тепла, здебільшого суха.
Корисні копалини: на півдні села — пісок, глина, на сході попадає мергелевий вапняк.
Гідрографічна сітка угідь мала. У річку Західний Буг протікають два струмки. Один через поля на південь від села, другий починається на сході від села і проходить через південну частину села. Обоє беруть початок з місцевих джерел.
Природні умови сприятливі для розвитку сільського господарства. Вирощують зернові культури, цукрові буряки, льон, городні культури, розводять м'ясо-молочне тваринництво. Середня урожайність зернових 35-40 ц/га.

## Історія

### Сторінки села в давнину
Село (під назвою «Потаржича», пол. Potarzicza) вперше згадується в історичних документах за 1492 рік. Але багаті лісами і родючі землі над Західним Бугом з давніх-давен були заселені хліборобськими племенами. За археологічними розкопками на високому березі Західного Бугу в західній частині села перші поселення виникли ще в ранньозалізному часі у III—VI ст. до н. е.
Слов'янське плем'я — «бужани» жили тут в VI—IX ст. нашої ери. В ІХ–Х столітті територія села ввійшла до складу могутньої древньоруської держави — Київської Русі.
В XI столітті серед південно-західних руських князівств визначну політичну і економічну роль почало відігравати Володимир-Волинське князівство, залежним від якого було Белзьке. В склад цього князівства входила територія колишньої Поториці. В другій половині XII століття Володимир-Волинське і Галицьке князівства об'єднуються у Галицько-Волинське. Белз зі своєю територією, все ж таки, залишається удільним князівством Галицько-Волинського князівства.
У 1241 році. Скориставшись феодальною роздробленістю Древньої Русі, монголо-татари вогненним смерчем пройшли через наші землі.
У середині XIV століття Галицько-Волинське князівство занепадає. В 1340—1377 роках Белзьке князівство, а разом з ним і територія села, були окуповані польськими феодалами. Це був період коли м. Сокалю, як торговельному центру, було надано магдебурзьке право. Через с. Поториця проходила дорога на торг до м. Сокаля. По торгу за гайком на лузі відпочивали покупці. Отже, від слова «по торжку» і пішла назва с. Потаржиця. Ця назва в народі зберігається до сьогоднішніх днів. Збереглись в народі і назви вулиць Гайок, через цей гай проходив торговий шлях. Лугова — де попасали, відпочиваючи, коней покупці. Центральна частина села являє собою низовину — найкраще місце для відпочинку.
Село детально описане в королівській люстрації 1565 р.

### Козацька доба
Протягом XVI—XVII століть жителі села ділили чашу поневірянь і незгод із сокальчанами від нападів кримських татар та польсько — шляхетської окупації. У вересні 1648 року жителі села разом з жителями навколишніх сіл на чолі з Петром Вараницею повстали проти польської шляхти. Однак після відступу полків Б.Хмельницького для жителів навколишніх сіл розпочались одні неприємності. Шляхта, яка повернулась, влаштувала кривавий терор проти всіх, хто радо зустрічав козацькі війська.
У 1651 році у с. Поториця були розквартировані шляхетські війська, які згодом взяли участь у битві проти військ Б. Хмельницького під Берестечком. Майже все, що росло на полях між с. Поториця і Бабинцем (так називалась південна сторона м. Сокаля) було витолочено учасниками «посполитого рушення».
Не меншим лихоліттям для сіл Сокальщини, у тому числі і с. Поториця, пронеслась Північна війна між Росією і Швецією. На північній стороні с. Поториці стояли війська шведського генерала В.Стенбока. Майже до кінця III чверті XVIII століття село було власністю польських феодалів Потоцьких.

### Австрійський період

Школа, будівля 1778 року

Після першого поділу Польщі в 1772 році село відійшло до Австрії. У 1778 році австрійський уряд реквізував у Потоцьких землі сокальського староства, у тому числі села: Поторицю, Завишень, Бендюгу, Поздимир, Радванці і інші, які купив пан Юзеф Дідушицький. Старожили розказують, що цей пан українського походження — Дідух. Сім'я Дідушицьких, крім села Поториці, володіла 99 фільварками аж до вересня 1939 року.
Про володіння Дідушицьким Поторицею у 1778 році свідчить будинок, побудований ним для свого економа. На склепінні підвалу будинку був напис «1778 рік». На даний час у цьому будинку знаходиться школа. Сам Дідушицький мало жив у Поториці. Сім'я його жила у Львові. Пан лише навідувався у село на полювання у своїх лісових угіддях. Син Юзефа Дідушицького Володимир, який цікавився природою, був захопленим колекціонером різних природних артефактів у 1930-х роках заснував у Львові Природничий музей, передавши йому свої багатющі колекції. В 1868 році експонати цього музею були розміщені у його будинку по вул. Театральній, 18, у якому знаходиться й дотепер. Володимир Дідушицький, окрім меценатства, був відомим політиком, послом до Галицького сейму, маршалком Галичини. Дотримувався прогресивних поглядів, у 1848 році сам скасував панщину у своїх маєтках.

Дитячий садок у Поториці

Під тиском революційних подій в Австрійській імперії 17 квітня 1848 року скасовано кріпацтво. Пан Дідушицький «звільнив» своїх підданих, наділивши їх частково землею. Найкращі землі і лісові угіддя залишив собі і віддав місцевому священнику та тим людям, які йому прислужували. Ось так виглядало землеволодіння у Поториці: урочища «Гори», «Клин», «Корчунки», «Обшир», «Цегольні» — близько 400 га належали графу Дідушицькому. Крім того, йому належав весь ліс і найкращі луки і пасовища.
Після реформи 1848 року у маєтку Дідушицького, як і в усіх поміщицьких землях, великого поширення набули відробітки: за взяту в оренду землю, за борги, за випас худоби на землі поміщика, за право збирати гриби і ягоди і лісі тощо. Так за право випасу однієї корови треба було відробляти 10 днів. Багато селян Поториці працювали на розчистці і вирубці панського лісу, щоб заробити купу хворосту. Частина безземельних селян — «халупників» наймались на роботи в цегельні, яка була перед лісом по дорозі на Романівку, працювали в гуральні (залишки цього будинку є на території тракторної бригади), а частина — постійними робітниками з кіньми «форналями». Багато селян працювало у пана на поденних роботах. Частина селян працювала на цегельнях Сокаля, а деякі наймитували у багатих поляків і євреїв Сокаля.
Населення села було неписьменним. Перша однокласна дерев'яна школа в селі була побудована у 1902 році на кошти громади (містилась на території сьогоднішнього дитячого садка). Пізніше була побудована цегляна однокласна школа з помешканням для вчителя. Навчання здійснювалось на польській мові, українська мова вивчалась як предмет 2-3 уроки на тиждень.
В той час, за 3 кілометри, у Сокалі вже з 1910 року діяли три початкові школи, середня (гімназія) і семінарія (педучилище). Із жителів Поториці ніхто в них не вчився. Навчання в середній школі було платне.

#### Бібліотека Дідушицького
У своєму маєтку пан Юзеф Дідушицький започаткував і збирав усе своє життя бібліотеку. Він був відставним капітаном, багатим землевласником, почесним членом Краківського Наукового товариства, займався громадською та науковою роботою як бібліограф. Підтримуючи зв'язки з книгарнями Львова, Кракова і Відня, здійснюючи книгообмін з відомими бібліофілами, і, завдячуючи своїм фінансовим можливостям, Юзеф Дідушицький зібрав бібліотеку у кількості понад 10 тис. томів. Через 10 років після смерті батька, його син Володимир Дідушицький (1825—1899) перевіз бібліотеку з Поториці до Львова і з 1863 року він почав комплектувати її виключно природничою літературою, яка станом на 1.03.1865 року нараховувала: 18325 друкованих томів, 321 одиницю рукописних книг, 203 документи, яких 93 пергаментних, 1473 автографи, 2568 малюнків. Частина книг «Поторицької бібліотеки» знаходиться в бібліотеці Природничого музею, частина в Львівській науковій бібліотеці ім. В. Стефаника, власний щоденник сім'ї Дідушицьких у Львівському обласному архіві.

### Перша світова війна
В серпні 1914 року почалась перша світова війна. На східній околиці села розгорілись жорстокі бої між російською і австрійською арміями. Вбитих хоронили прямо в полі. (Цю територію ще й сьогодні називають «воєнний цвинтар»). У вересні 1914 року в село вступили частини восьмої армії генерала Олексія Брусилова. 18 липня 1915 року австро-угорські війська штурмом відвоювали Сокаль і Поторицю. Однак кривава битва під Сокалем тривала до кінця місяця. Росіяни намагались вибити Сокальський плацдарм зі сторони Поториці. Село ще кілька разів переходило з рук у руки. В подальшму в Поторицю повернулась австрійська армія, почалось реквізування худоби, майна.

#### Ярослав Гашек у Поториці
22 липня 1915 року 9-та піхотна дивізія, до якої належав Будейовицький піхотний полк №91, у якому служив видатний чеський письменник Ярослав Гашек, маршем дійшла до селища Опільско, на захід від Сокаля, а наступного дня вже була на позиціях східніше Поториці. Саме тут 25 липня 1915 року підрозділи полку отримали команду штурмувати російські позиції на пагорбах 254 (Гора Сокаль), 237 та 234. Обидві сторони зазнали значних втрат. Підраховано, що 9-та піхотна дивізія втратила близько половини особового складу — загиблими, пораненими і зниклими безвісти. Батальйон Гашека займав одну з найбільш відкритих позицій і зазнав значних втрат. Гашек служив вістовим, завданням якого було доставляти повідомлення до лінії фронту. Він зумів відзначитися під час бойових дій. Після битви його підвищено до єфрейтора, а 18 серпня 1915 року у селищі Жджари (сучасна назва: Заставне), що за 15 км північніше Сокаля, він був нагороджений срібною медаллю 2-го ступеня "За хоробрість", виявлену під час бою біля Поториці 25 липня. У наказі про нагородження йшлося, що Гашек нагороджується за те, що у боях 25 липня біля Поториці невтомно та, ризикуючи власним життям, передавав важливі накази та повідомлення про ситуацію на лінії фронту. Він також підбадьорював особовий склад жартами і вигуками, добровільно проводив розвідку та вів невеликі групи до потрібних позицій.

### Розпад Австро-Угорщини, ЗУНР, Польська окупація
В листопаді 1918 року розпалась Австро-Угорська імперія. Наші землі потрапляють під владу ЗУНР, яка залишила чинними закони Австро-Угорщини.
На початку 1919 року село окупувала Польща. В знак вдячності французькому генералу Геллеру за допомогу польській армії пан Дідушицький подарував йому ліс на південній околиці села (за вул. Підсадовою). Ліс цей був вирубаний і вивезений на станцію Сокаль для відправки у Францію. Поторжани незадоволені окупацією і виступають проти нової влади, про що стверджували польські поліцейські чиновники в доносах представникам польського уряду у Львові.
В середині липня 1920 року на землі Сокальщини вступила Червона Армія. Між Сокалем і Поторицею стояла військова частина Червоної Армії. У вересні 1920 року Червона Армія відступила, знову відновився польський режим.
На початку листопада 1929 року горять скирти у фільварку Дідушицького в Поториці. Вся поліція Сокаля була піднята на розшуки бунтівників, однак нічого не добилась. Не увінчалась успіхами і пацифікація у селі, каральні загони якої нишпорили у хатах Поториці в 1930 році. Окупаційний режим посилюється як економічно, так і політично. Дідушицький навіть на роботу приймав в основному поляків. Цьому сприяло польське духовенство. Для моління поляків була побудована капличка, а двічі на тиждень в школу для навчання поляків релігії приїжджав з Сокаля польський ксьондз.
Так за останні 10 років панування Австро-Угорщини і 20 років Польщі середню освіту здобуло 6 чоловік, а вищу — 1, частина з них були безробітні. Житель села Поториця Шульган Григорій Семенович в 1932 році здобув вищу освіту. Однак з університетським дипломом до 1939 року працював різноробочим і фільварку графа Дідушицького, а ввечері, за мізерні гроші, давав його дітям уроки як репетитор.
За панування Польщі у Поториці налічувалося 290 господарств, які володіли 790 га землі. З них орної — 430 га, сінокосів — 240 га, пасовищ — 120 га. Безземельних було 26 родин, малоземельних — 62 родини. Мали вони у своєму користуванні лише 60 га. 130 середницьким дворам належало 570 га орної землі. Найкращі землі належали панові і священникові, а також багатим землевласникам.
В 1938 році була відкрита бібліотека. Довгими осінніми й зимовими вечорами коптила в читальній кімнаті нафтова лампа, над столом завжди були похилені голови читачів газет «Народної Справи» чи «Нового Часу». Читальня «Просвіти» стала центром духовного життя й заінтересування цілої громади та основою для дальшого її організаційного процесу і росту. Незабаром, крім читальні «Просвіти» й кооперативи, читальняного хору й аматорського гуртка, постали гуртки «Рідної Школи», «Сільського Господаря» і «Союзу Українок», рахунково-протипожежне товариство «Луг», протиалкогольне товариство «Відродження», далі гуртки спортові, шахові та ін., першим головою читальні в Поториці й одночасно режисером аматорського гуртка був недавній січовий стрілець Василь Левчук. Одним з кращих голів читальні «Просвіти» аж до 1939 року був Теодозій Жовток (помер у Монреалі, Канада 25 травня 1969). Головою місцевого «Союзу Українок» була Олена Гарасимчук. Одним із засновників і першим головою гуртка «Відродження» був Василь Макар. З-поміж членів аматорського гуртка в Поториці 1920—1930 років треба згадати працівників сцени — Василя Штикала (помер 26.ХІ.1927), Степана Захаревича (помер 18.І.1981), Катерину Величко–Ожгу і ін.

### Друга світова війна
1 вересня 1939 року Німеччина напала на Польщу, розпочалась друга світова війна. Німецькі війська швидко просувались до кордонів колишнього союзу. 19 вересня 1939 року село було окуповано Червоною армією. Наступного дня було утворено сільський комітет, до якого ввійшли Василь Олександрович Левчук-голова, Григорій Андрійович Мулька-секретар, а також Іван Дмитрович Кондратюк. Невдовзі конфісковано 475 гектарів землі й 16 гектарів лісу в графа Дідушицького, 21 гектар орної землі у священника. 9 травня 1940 року засновано колгосп, який очолив Іван Кондратюк. В селі почала діяти початкова школа з українською мовою навчання, багато юнаків і дівчат пішли вчитись у Сокальську середню школу, педучилище. Для дорослих були відкриті вечірні класи лікнепу. Та відносно мирний період був перерваний нападом Німеччини на Радянський Союз. Вже 22 червня 1941 року фашистські війська були в Поториці. 19 липня 1944 року Поториця знову перейшла під окупацію Червоною армією.

### Післявоєнний період, УПА

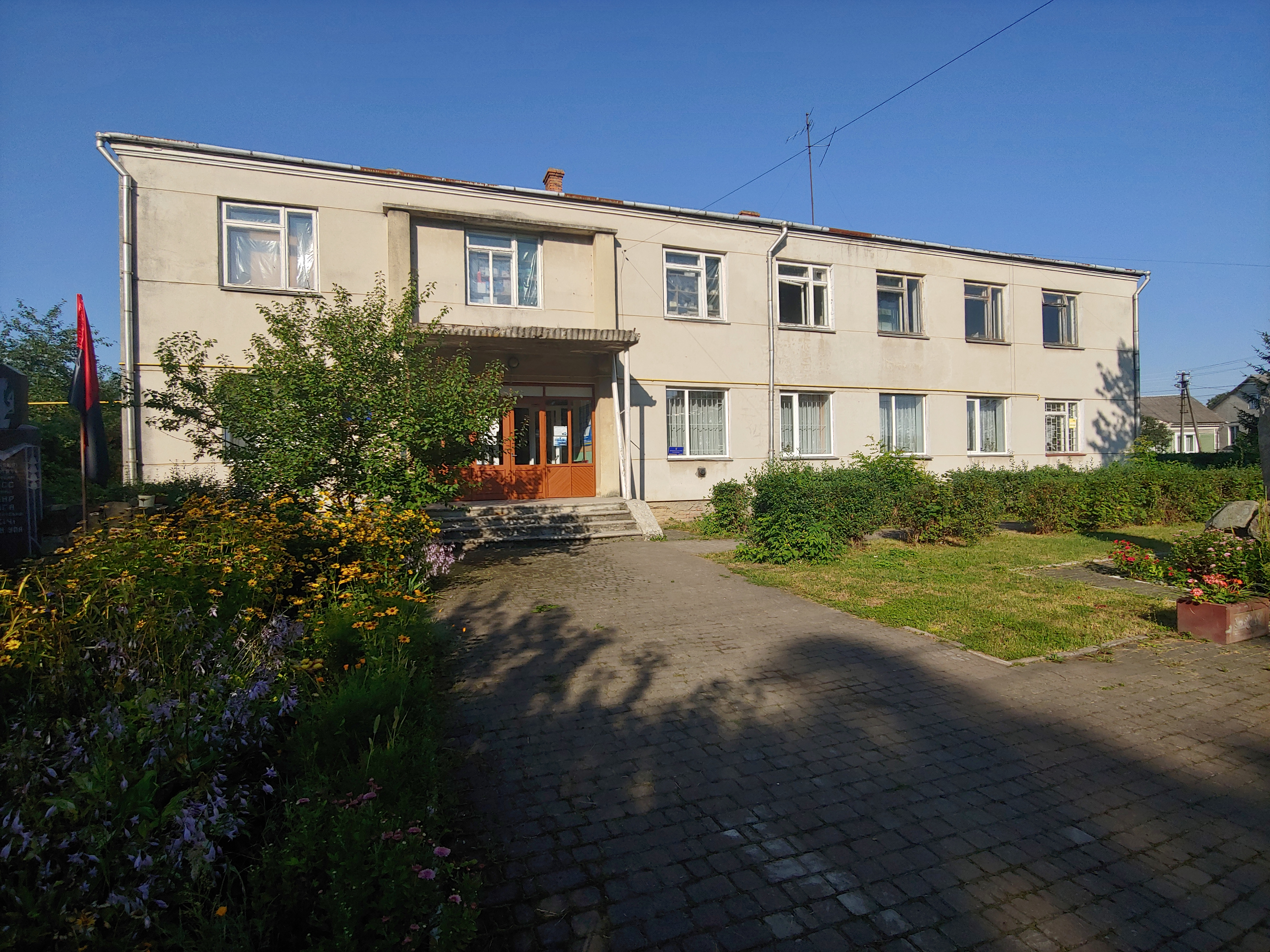
Сільська рада

З перших тижнів визволення у селі відновилось повнокровне життя. Розпочала свою роботу школа, почалася відбудова господарства села. Але не все населення було раде новій владі. Багато жителів села вступають підпільно в УПА. У вересні 1947 року у Поториці відновлено колгосп, який названо іменем Семена Пустельникова — прикордонника. 7 жовтня 1950 року загальні збори працівників колгоспів ім. Пустельникова та ім. Кірова прийняли рішення про об'єднання обох господарств. Головою новоутвореного колгоспу став Я. К. Сорочинський. 12 січня 1959 року працівники колгоспів ім. Кірова, ім. Івана Франка, ім. Ворошилова об'єднались у колгосп «Дружба». В господарстві з року в рік зростала продуктивність праці, збільшувались доходи. Вже в 1960 році одержано 788 тис. крб. грошових надходжень, з них 216 тис. крб. — чистого доходу. За успіхи у вирощуванні високих врожаїв зернових і виробництві продуктів тваринництва колгосп «Дружба» нагороджений багатьма дипломами та грамотами. У 1964 році господарство очолив М. М. Федотов. Колгосп ставав одним із найкращих в районі.
Почала працювати читальня, яка була відкрита у 1938 році. Читальня знаходилась там, де тепер приміщення сільської ради, тобто там і тепер є бібліотека.

### Церква Преображення Господнього 1909

Церква Преображення Господнього 1909 року

Вперше існування церкви в селі згадується у документах 1578 р. Давніша дерев'яна тризрубна одноверха церква, увінчана шоломовою банею на восьмерику нави, була споруджена у XVIII ст. На її місці у 1909 р. завершилося спорудження нової мурованої святині за проєктом львівського архітекта Казимира Річицького.
Це була велична хрестова в плані споруда (бокові гранчасті рамена укорочені), вкрита трьома (над навою більшою) цибулястими банями на світлових восьмибічних барабанах. Бабинець її оточували двоярусні аркади. Крім громади села величезну допомогу в будові храму надавав граф Дідушицький, який на цей час мав маєток у с. Поториця. Розписувати церкву розпочали десь приблизно в 1932—1934 роках, за розписами мистця Михайла Осінчука. Закінчили розпис перед війною.
Першим настоятелем храму був отець Вергун із м. Сокаля. Потім настоятелем був о. Микола Панас (приблизно 1936 р.). При церкві працювала захоронка, де сестри монахині опікувались дітьми і навчали релігії: сестра Касіяна і сестра настоятелька. У війну 1941 р. під час бомбардування було пошкоджено два куполи. В часі війни і до 1946 р. богослужіння проводились літом біля церкви, а зимою у читальні-клубі. Коли прийшло насильне православ'я, то громада збиралась на подвір'ї біля церкви з дяком Петром Бабським і відправляли Молебні. На богослужіння ходили в м. Сокаль. За радянських часів, коли секретарем комуністичної партії у Сокальському районі був Тимофій Махоньок, а головою колгоспу «Дружба» у селі Поториця став колишній партизан «З'єднання Медведєва» Михайло Федотов, то вони удвох вирішили зруйнувати храм, а на його місці збудувати будинок культури. Довели своє рішення до голови сільської ради Петра Шклянки і примусили дати рішення від Сільради. Одного літнього дня 1964 року, загнали трактор під церкву, то тільки одна Параня Новосад впала перед трактором, щоб не їхав валити церкву, але він її об'їхав. Підривники розповідали, що за цей час, що потрачено на підривання церкви, вони були б розмінували половину м. Червонограда (нині Шептицький). Такою міцною і якісною була споруда.

Будівництво Греко-католицької церкви (вересень 2016)

У 1989 р., коли греко-католицька церква почала виходити з підпілля, зібралися мешканці села і вирішили будувати церкву таку, як була колись. Першим каменем зіткнення в громаді став вибір місця. Другим каменем зіткнення у громаді стало те, що люди дізналися у райраді від Бобровича О. К. про те, що двадцятка на чолі з Щеп'яком взяла дозвіл у Москві на будову РПЦ. У зв'язку з тим утворилося дві громади. Однак, громада яка брала дозвіл на будівництво православного храму вирішила перейти в лоно Греко-Католицької Церкви. В результаті цих непорозумінь і одна і друга громада розпочали будівництво храмів.
Одна громада у 1990—1993 рр. спорудили муровану Українську Греко-Католицьку Церкву Преображення Господнього (навпроти цвинтаря) за проектом Григорія Калініна та Івана Коваленка, яку було освячено 1993 році. На сьогоднішній день триває будівництво ще однієї Української Греко-Католицької Церкви Преображення Господнього, неподалік місця де знаходилась зруйнована церква (навпроти школи).

## Символіка
Поторицька сільська рада розробила і затвердила на сесії герб Поториці. Роз'яснення герба: у зеленому полі срібна голова вовка з червоним язиком і очима, під нею три золоті дубові листки-два над одним, з правого геральдичного боку йде срібний боковик.
Зелений колір та дубові листки вказують на те, що поселення виникло серед багатих лісів, а голова вовка вказує на один з них — «Вовчий ліс» ( пол. Wilczy Las), який називають Романівським. Три листки можна також трактувати як три села, підпорядковані сільській раді. Срібний боковик (біла смуга на прапорі) означає річку Буг, яка протікає через територію села. Герб вписано у декоративний картуш, увінчаний золотою сільською короною, що свідчить про статус поселення.
Прапор Поториці: квадратне полотнище, на зеленому фоні біла голова вовка з червоним язиком і очима, під ним три золоті дубові листки — два над одним, від древка йде біла вертикальна смуга (шириною в ¼ сторони прапора).

## Демографія
Склад населення станом на 2001.
За даними перепису 2001 року, національний склад населення такий: українці (99,5 %), решта інші національності.

## Відомі люди

### Народились
- Макар Василь Львович (1908—1944) — крайовий референт СБ ОУН ПЗУЗ. Підполковник контррозвідки УПА.
- Шклянка Григорій «Куліш» (1920—1945) — сотник УПА, командир сотні «Галайда ІІ» ВО-2 «Буг».
- Соловій Адам Ян (1859—1941) — лікар-гінеколог, професор Львівського університету (1908-30)[10]
- Соловій Тадей (Тадеуш) — адвокат, власник адв. канцелярії у Львові[11], один із засновників «Земельного банку гіпотечного» у Львові[12]
- Поліха Зіновій Семенович (1938—2015) — український лікар-стоматолог, статистик футболу. Батько Ігора Поліхи.
- Юрчак Світлана Олексіївна (1946) — українська радянська діячка, старший флотатор збагачувальної фабрики Стебницького калійного заводу. Депутат Верховної Ради УРСР 11-го скликання.
- Олексій Іванович Бабський (псевдо: «Сергій»; 1918 — †13.12.1944, Розжалів, Радехівський р-н, Львівська обл.) — референт служби безпеки ОУН Сокальської округи (охоплювала територію Сокальського, Радехівського та Кам'янецького повітів ОУН, а до квітня 1944 р. — також Белзького). Загинув при Розжалівській облаві 13-14 грудня 1944 року.[13]
- Григорій Іванович Бабський (псевдо: «Чигирин», «Макар», «Півець»; 1913 — † 10 квітня 1947) — з 1946 р. провідник ОУН Радехівського району, загинув в бою при обороні криївки на полях на південний схід від Ордова.
- Новосад Василь Тарасович (псевдо: «Луцько»; 1922 — † 13 грудня 1944, с.Розжалів, Радехівського р-н) — працівник окружної референтури СБ ОУН Сокальщини. Загинув при Розжалівській облаві 13-14 грудня 1944 року.
- Бобешко Ігор Ігорьович — український громадський діяч.[джерело?]

### Проживали
- Дідушицький Володимир (1825—1899) — польський граф українського походження, меценат, колекціонер, природознавець, політичний діяч; займався господарством, самоосвітою, полював, колекціював пташині опудала, зоологічні, ботанічні та мінералогічні експонати.
- Дідушицький Юзеф Каласантій (1776—1847) — польський граф, бібліофіл, колекціонер та державний діяч.
- Свистун Федір Іванович (1899—?) — голова колгоспу «Дружба», Герой Соціалістичної Праці.

## Галерея

Пам'ятник бійцям УСС, УНР, УГА, УПА, Карпатської Січі
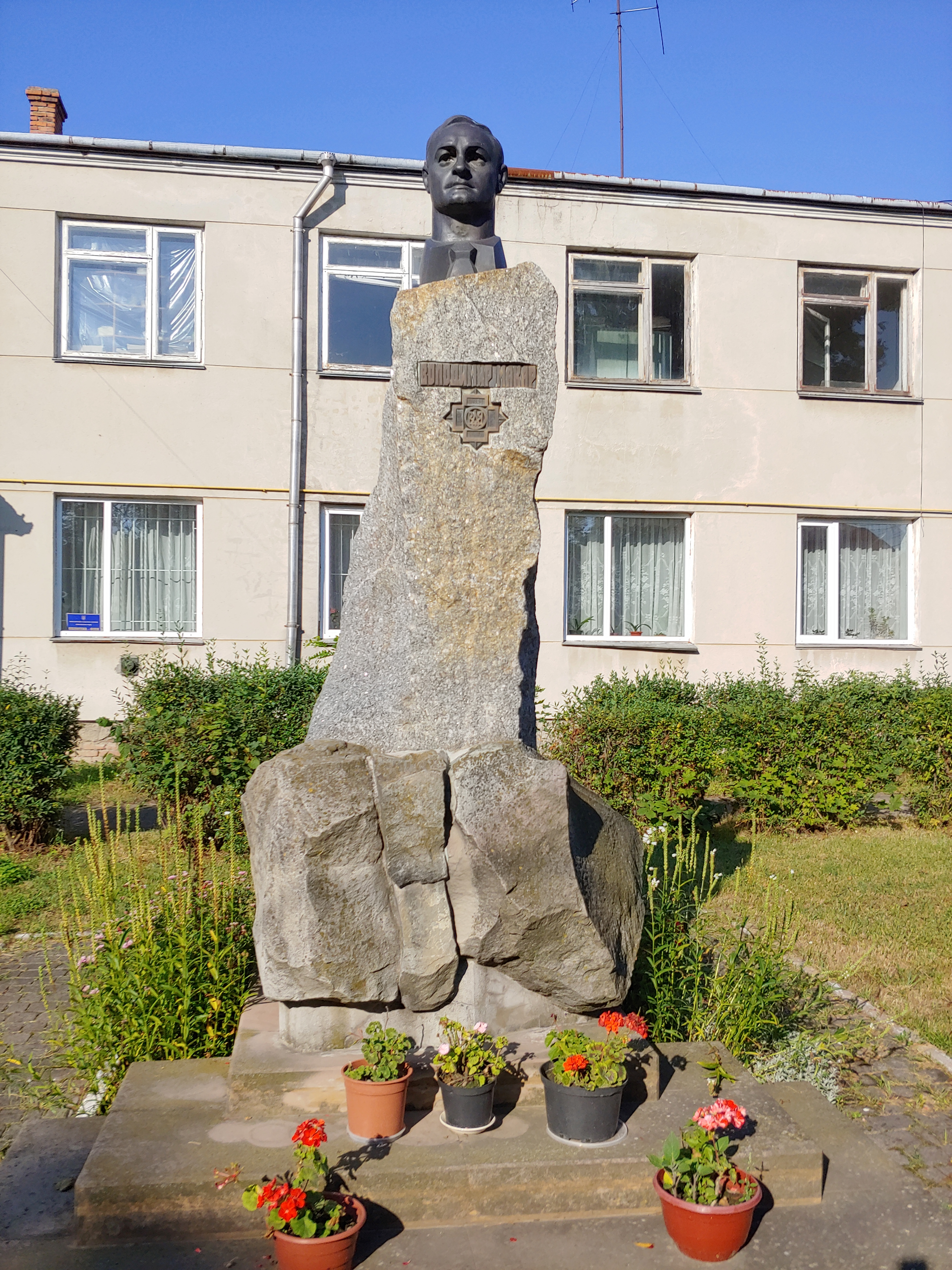
Пам'ятник Володимиру Макару
Пам'ятний хрест «На честь скасування кріпацтва»
Символічна могила «Борцям за волю України»
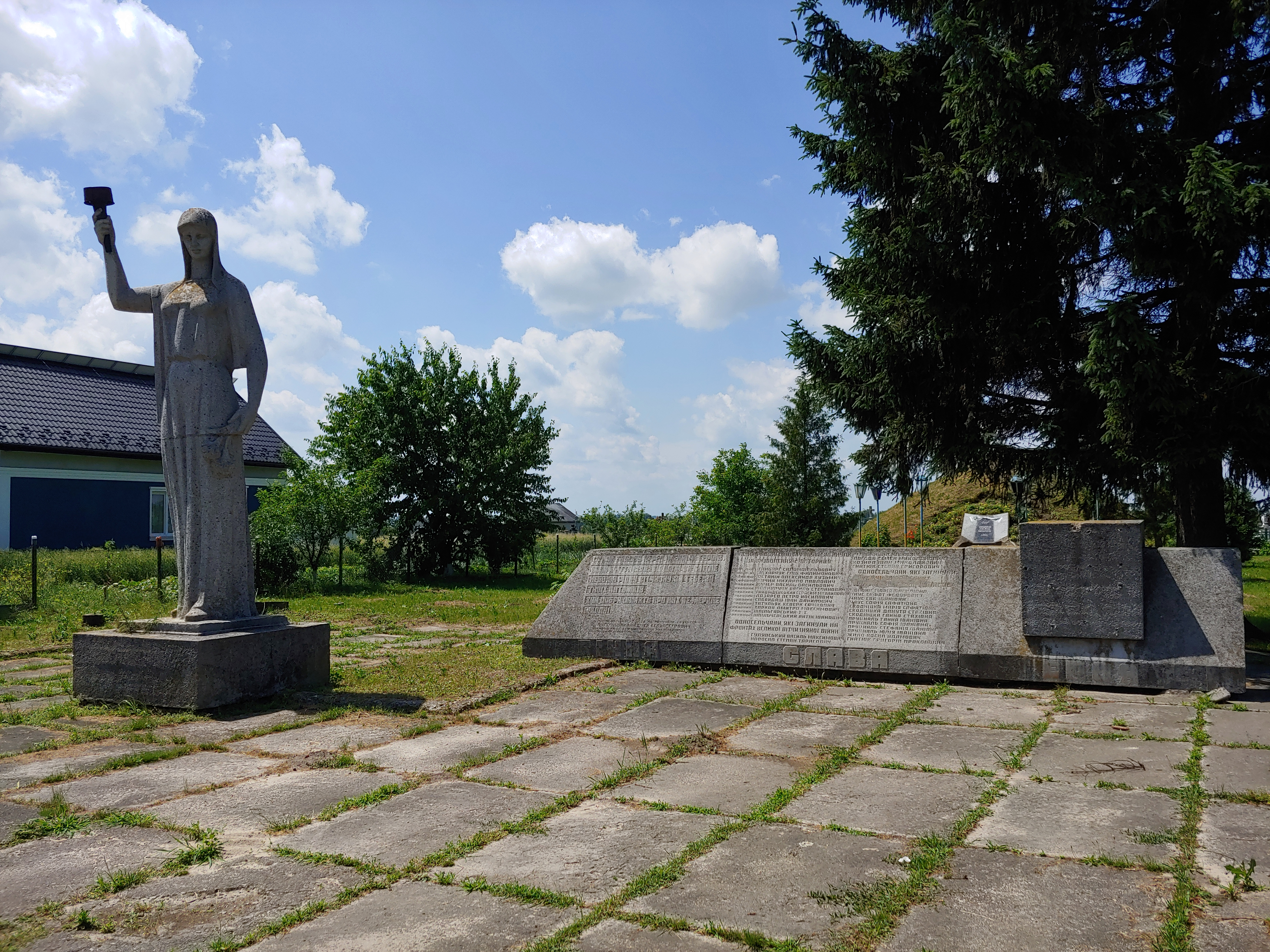
Символічна могила радянським воїнам
Пошта та фельдшерський пункт
Церква (біля цвинтаря)
Каплиця
Будівництво Греко-католицької церкви і капличка